# 78式戰車回收車
78式戰車回收車是陸上自衛隊使用74式戰車車體改裝的裝甲回收車。為70式戰車回收車後繼車和90式戰車回收車前任車。1978年服役。
74式戰車車體的車體裝甲均保留。有六段變速一個倒車擋。車體上部有一座吊車。
主要由師團／旅團層級裝甲部隊配備、陸上自衛隊武器學校也有配備。

## 登場影視作品
- 『哥吉拉』（1984年）：陸上自衛隊海岸集結場面。

## 相關連結
- 裝甲回收車
- 吊車 (起重機)